# Christchurch
Christchurch (/'kraɪstʃɜːtʃ/ en maorí: Ōtautahi) es una ciudad de Nueva Zelanda, fundada en 1850 y ubicada aproximadamente a 300 kilómetros al sur de la capital, Wellington, en la costa este de la Isla Sur, siendo la ciudad más grande de esta y la segunda del país después de Auckland. Christchurch está en la región de Canterbury.
La ciudad fue el resultado de una política programada de colonización organizada por la Canterbury Association, formada en 1849 por miembros del Christ Church College de la Universidad de Oxford (de ahí el nombre de la ciudad) y patrocinada por el Arzobispo de Canterbury. La asociación tenía el utópico objetivo de crear una nueva Jerusalén en Nueva Zelanda, una comunidad anglicana de clase media en la que la moral victoriana pudiese prosperar.
Su nombre en maorí es Ōtautahi («el lugar de Tautahi»), que viene del cacique maorí Tautahi, líder de una población a orillas del río Avon en el siglo XIX.
El nombre de la ciudad suele abreviarse por los neozelandeses como Chch.

## Historia

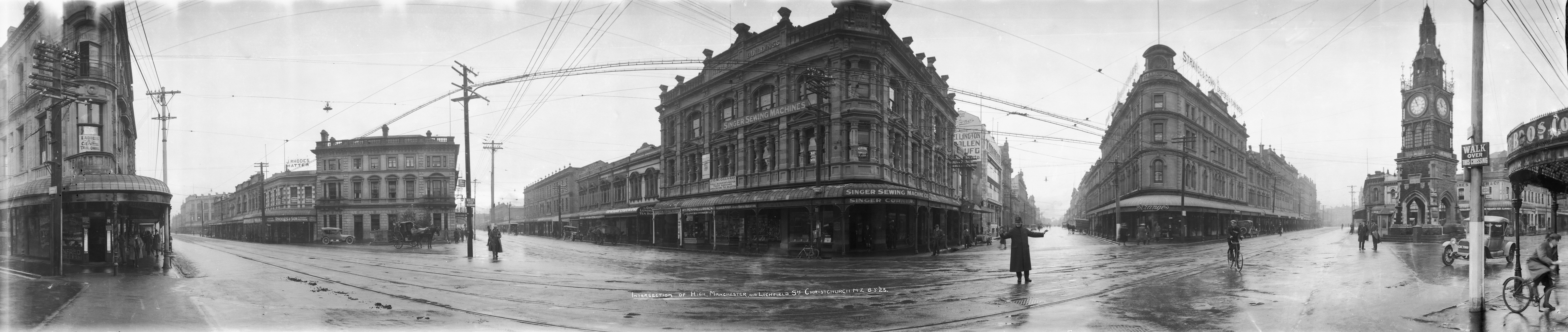
Calles High, Mánchester y Lichfield de Christchurch en 1923.

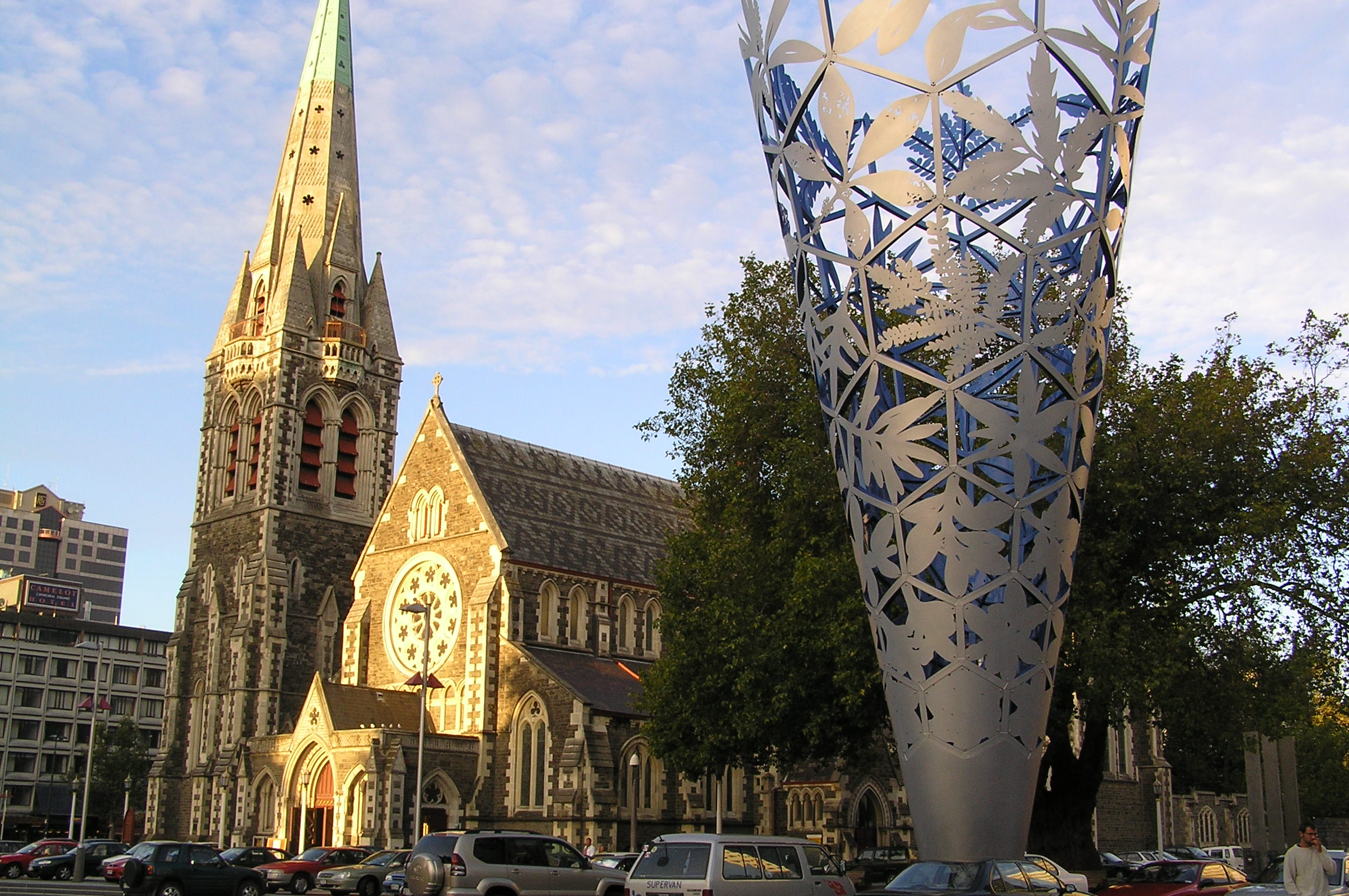
Christchurch Square, con la catedral al fondo y con un cáliz de metal de 18 metros de altura, conmemorando el nuevo milenio, en primer plano. Todo esto antes del terremoto de 2011

Las evidencias arqueológicas encontradas en las cuevas de Redcliffs indican que la zona en la que se asienta Christchurch fue poblada por primera vez por las tribus de los cazadores de moa. Según la tradición oral, la zona ha estado habitada desde hace mil años. Estos primeros habitantes fueron seguidos por los waitaha, una tribu que podría haber emigrado desde el este de la Isla del Norte en el siglo XVI. Esta migración fue seguida por las tribus Ngati Mamoe y Ngāi Tahu hasta 1830.
La catedral de Christchurch de culto anglicano fue edificada a partir del año 1864 según el proyecto inicial del arquitecto británico George Gilbert Scott y supervisado por el neozelandés Benjamin Mountfort. En 1863 se funda el Hospital de Christchurch.Y en 1901 se inició la construcción de la Catedral del Santísimo Sacramento de culto católico, diseñada por el arquitecto Francis Petre.
En 1947 ocurre el peor incendio de Nueva Zelanda, se produjo en los grandes almacenes Ballantynes en el centro urbano, acabando con la vida de 41 personas. El incendio arrasó varios edificios del centro. 
En 1964 fue inaugurado el túnel de Lyttelton entre Lyttelton y Christchurch. La ciudad fue sede en 1974 de los Juegos de la Mancomunidad de Naciones
El 15 de marzo de 2019 se produce un atentado terrorista en dos mezquitas de la ciudad, con un balance de 51 personas muertas.

### Terremotos
A las 4:35 de la mañana (hora local) del 4 de septiembre de 2010, sufrió un terremoto de magnitud 7,1 que no causó muertes, pero originó destrozos en el centro de la ciudad por NZ$2 mil millones. El epicentro del sismo fue localizado aproximadamente a 40 km al oeste de la ciudad, a 10 km al sudeste de Darfield.
Nuevamente el 22 de febrero de 2011, un fuerte sismo de magnitud 6,3 sacudió la ciudad de Christchurch a la hora de mayor actividad de un martes (12:51), provocando el derrumbe de altos edificios e iglesias (incluida la propia catedral anglicana de Christchurch y la catedral católica del Santísimo Sacramento), cuyos escombros cayeron sobre las calles. El epicentro se situó a escasos 10 kilómetros de la ciudad. En total 181 personas murieron en uno de los peores desastres naturales del país.
El 13 de junio de 2011 fue afectada por dos sismos, uno de magnitud 5,2 cuyo epicentro estuvo a 10 kilómetros de Christchurch, a una profundidad de 11 kilómetros, y el otro sismo de magnitud 6 cerca de Christchurch; el Servicio Geológico de Estados Unidos informó que el sismo, que tuvo una magnitud de 5,5 se registró a unos 22 kilómetros al oeste de Christchurch y con una profundidad de apenas tres kilómetros.
El 22 de diciembre de 2011, dos temblores de mediana intensidad sacudieron esta ciudad pero no causaron muertes.[cita requerida]
Después de la catástrofe, el concejo de la ciudad ha anunciado unas reformas estructurales en Christchurch, en la cual se implantará un espacio verde previamente llamado Garden City y se realizará una reducción de los espacios comerciales, más la introducción de una normativa que limitará la altura de los edificios a 7 plantas. Se estima que su coste alcance unos dos mil millones de dólares neozelandeses.

## Geografía
Christchurch es la principal ciudad no solo de la provincia de Canterbury sino también de la Isla Sur. Se sitúa en el extremo meridional de la bahía de Pegasus (Pegasus Bay), en la zona central de la costa oriental de la Isla Sur, entre la península de Banks y las llanuras de Canterbury. La ciudad está bordeada en el este por el océano Pacífico y el estuario de los ríos Avon y Heathcote; en el sur por los Cerros Porteños (Port Hills) y en el norte por el río Waimakariri.
Christchurch se encuentra exactamente en las antípodas de la costa de la provincia española de Lugo, entre Foz y Ribadeo, aunque, por establecer una correspondencia entre ciudades similares, es emparejada con La Coruña.
Christchurch es una de un conjunto de solo cuatro ciudades en el mundo que han sido cuidadosamente planeadas siguiendo el mismo diseño, con una plaza central, complementada con cuatro plazas públicas y una zona de parques que la rodean.
La primera ciudad construida con este patrón fue Filadelfia, más tarde llegó Savannah y Adelaida. La cuarta ciudad con este patrón fue Christchurch. Como tal tiene un importante legado y una sólida plataforma para el desarrollo futuro.
Christchurch tiene uno de los suministros de agua con más alta calidad en el mundo, calificado como una de las ciudades con el agua más pura y limpia en el mundo. El agua se filtra de manera natural desde su origen, a través de más de 50 estaciones de bombeo que rodean la ciudad, a partir de los acuíferos que emanan desde las estribaciones de los Alpes del Sur.

### Clima

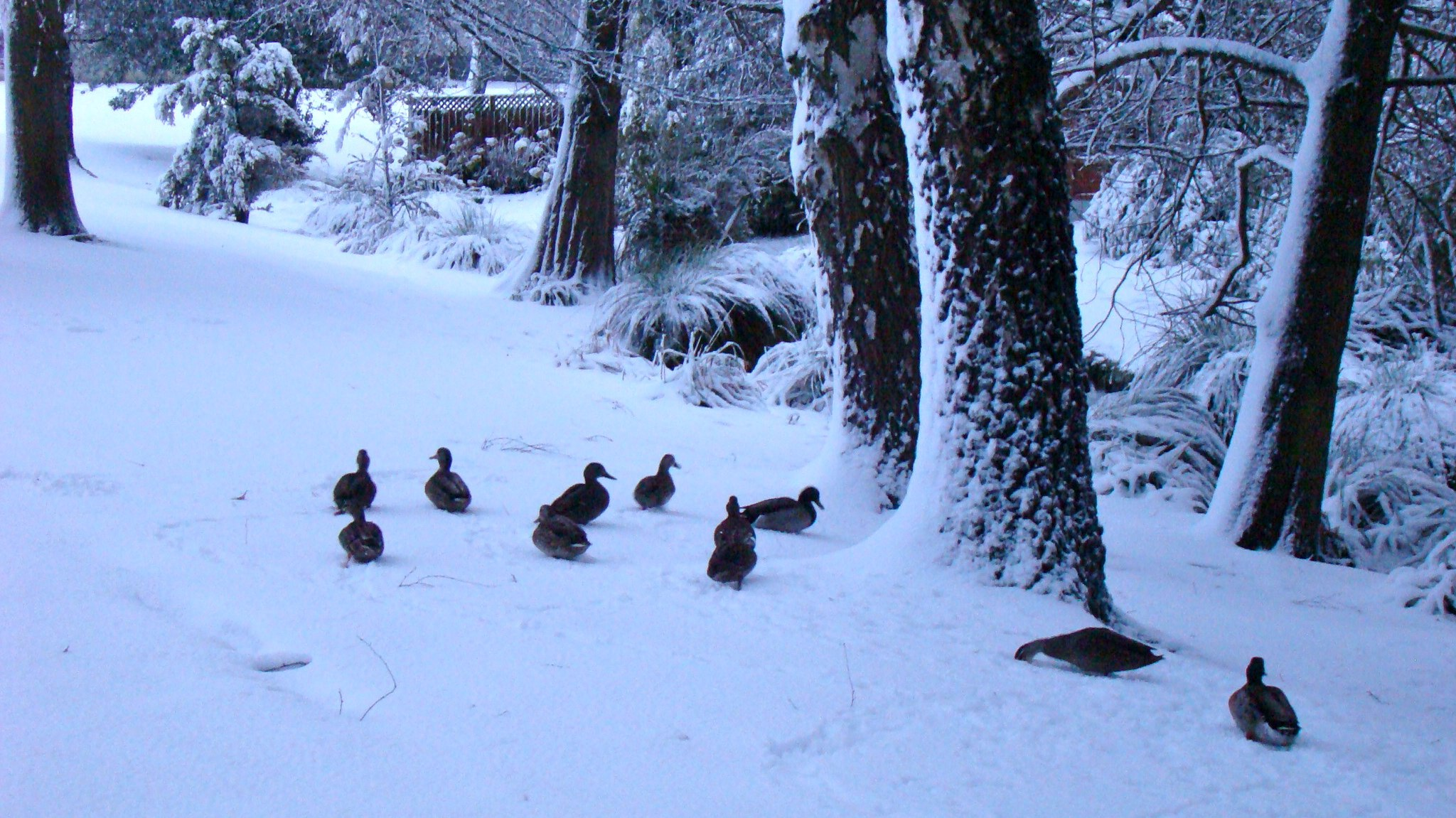
Parque de Fendalton durante julio.

Christchurch tiene un clima templado, con una media de temperaturas diarias máximas de 22,7 °C en enero y 11,4 °C en julio. Según la clasificación climática de Köppen tiene un clima oceánico (Cfb). El clima de verano es a menudo moderado por un brisa marina desde el noreste, pero una temperatura récord de 41,6 °C se alcanzó en febrero de 1973. Una característica notable de las condiciones meteorológicas es el "Nor'Wester", un viento caluroso del tipo Foehn que en ocasiones llega con fuerza, causando extensos daños menores en la ciudad.
En invierno es común que la temperatura caiga por debajo de 0 °C durante la noche. Hay un promedio de 70 días de heladas por año. Las nevadas ocurren en promedio una o dos veces al año en las colinas de los suburbios, y una o dos veces cada dos años, en las llanuras.
Aunque a menor escala que en Los Ángeles o la Ciudad de México, la contaminación del aire en ocasiones ha superado las recomendaciones de la Organización Mundial de la Salud. La ciudad cuenta con fondos disponibles para mejorar los sistemas nacionales de calefacción para el hogar y para limitar la contaminación del aire se ha prohibido hacer fuego al aire libre desde el 1 de enero de 2006.
| Parámetros climáticos promedio de Aeropuerto Internacional de Christchurch (normales 1991–2020) | Parámetros climáticos promedio de Aeropuerto Internacional de Christchurch (normales 1991–2020) | Parámetros climáticos promedio de Aeropuerto Internacional de Christchurch (normales 1991–2020) | Parámetros climáticos promedio de Aeropuerto Internacional de Christchurch (normales 1991–2020) | Parámetros climáticos promedio de Aeropuerto Internacional de Christchurch (normales 1991–2020) | Parámetros climáticos promedio de Aeropuerto Internacional de Christchurch (normales 1991–2020) | Parámetros climáticos promedio de Aeropuerto Internacional de Christchurch (normales 1991–2020) | Parámetros climáticos promedio de Aeropuerto Internacional de Christchurch (normales 1991–2020) | Parámetros climáticos promedio de Aeropuerto Internacional de Christchurch (normales 1991–2020) | Parámetros climáticos promedio de Aeropuerto Internacional de Christchurch (normales 1991–2020) | Parámetros climáticos promedio de Aeropuerto Internacional de Christchurch (normales 1991–2020) | Parámetros climáticos promedio de Aeropuerto Internacional de Christchurch (normales 1991–2020) | Parámetros climáticos promedio de Aeropuerto Internacional de Christchurch (normales 1991–2020) | Parámetros climáticos promedio de Aeropuerto Internacional de Christchurch (normales 1991–2020) |
| Mes                                                                                             | Ene.                                                                                            | Feb.                                                                                            | Mar.                                                                                            | Abr.                                                                                            | May.                                                                                            | Jun.                                                                                            | Jul.                                                                                            | Ago.                                                                                            | Sep.                                                                                            | Oct.                                                                                            | Nov.                                                                                            | Dic.                                                                                            | Anual                                                                                           |
| ----------------------------------------------------------------------------------------------- | ----------------------------------------------------------------------------------------------- | ----------------------------------------------------------------------------------------------- | ----------------------------------------------------------------------------------------------- | ----------------------------------------------------------------------------------------------- | ----------------------------------------------------------------------------------------------- | ----------------------------------------------------------------------------------------------- | ----------------------------------------------------------------------------------------------- | ----------------------------------------------------------------------------------------------- | ----------------------------------------------------------------------------------------------- | ----------------------------------------------------------------------------------------------- | ----------------------------------------------------------------------------------------------- | ----------------------------------------------------------------------------------------------- | ----------------------------------------------------------------------------------------------- |
| Temp. máx. abs. (°C)                                                                            | 37.1                                                                                            | 41.6                                                                                            | 35.9                                                                                            | 29.9                                                                                            | 27.3                                                                                            | 22.5                                                                                            | 22.4                                                                                            | 22.8                                                                                            | 26.2                                                                                            | 30.1                                                                                            | 32.0                                                                                            | 36.0                                                                                            | 41.6                                                                                            |
| Temp. máx. media (°C)                                                                           | 22.7                                                                                            | 22.3                                                                                            | 20.3                                                                                            | 17.6                                                                                            | 14.6                                                                                            | 11.9                                                                                            | 11.4                                                                                            | 12.6                                                                                            | 15.0                                                                                            | 16.9                                                                                            | 19.2                                                                                            | 21.0                                                                                            | 17.1                                                                                            |
| Temp. media (°C)                                                                                | 17.1                                                                                            | 17.0                                                                                            | 14.9                                                                                            | 12.2                                                                                            | 9.6                                                                                             | 6.9                                                                                             | 6.3                                                                                             | 7.6                                                                                             | 9.5                                                                                             | 11.2                                                                                            | 13.5                                                                                            | 15.7                                                                                            | 11.8                                                                                            |
| Temp. mín. media (°C)                                                                           | 11.7                                                                                            | 11.6                                                                                            | 9.7                                                                                             | 6.8                                                                                             | 4.5                                                                                             | 1.8                                                                                             | 1.2                                                                                             | 2.5                                                                                             | 3.9                                                                                             | 5.5                                                                                             | 7.7                                                                                             | 10.5                                                                                            | 6.5                                                                                             |
| Temp. mín. abs. (°C)                                                                            | 3.0                                                                                             | 1.5                                                                                             | -0.2                                                                                            | -4.0                                                                                            | -6.4                                                                                            | -7.2                                                                                            | -6.8                                                                                            | -6.7                                                                                            | -4.4                                                                                            | -4.2                                                                                            | -2.6                                                                                            | 0.1                                                                                             | -7.2                                                                                            |
| Lluvias (mm)                                                                                    | 37                                                                                              | 41                                                                                              | 41                                                                                              | 55                                                                                              | 56                                                                                              | 61                                                                                              | 57                                                                                              | 51                                                                                              | 36                                                                                              | 49                                                                                              | 41                                                                                              | 52                                                                                              | 577                                                                                             |
| Días de lluvias (≥ 1.0 mm)                                                                      | 5.9                                                                                             | 5.4                                                                                             | 6.3                                                                                             | 6.7                                                                                             | 7.8                                                                                             | 8.0                                                                                             | 8.2                                                                                             | 7.3                                                                                             | 6.1                                                                                             | 6.9                                                                                             | 6.6                                                                                             | 7.1                                                                                             | 82.3                                                                                            |
| Horas de sol                                                                                    | 237.9                                                                                           | 195.0                                                                                           | 191.2                                                                                           | 162.6                                                                                           | 139.7                                                                                           | 117.1                                                                                           | 127.1                                                                                           | 153.9                                                                                           | 169.5                                                                                           | 203.8                                                                                           | 223.7                                                                                           | 219.9                                                                                           | 2141.4                                                                                          |
| Humedad relativa (%)                                                                            | 72.5                                                                                            | 79.0                                                                                            | 80.9                                                                                            | 83.9                                                                                            | 86.3                                                                                            | 87.2                                                                                            | 87.8                                                                                            | 85.8                                                                                            | 78.7                                                                                            | 73.9                                                                                            | 70.5                                                                                            | 71.3                                                                                            | 79.8                                                                                            |
| Fuente n.º 1: CliFlo                                                                            |                                                                                                 |                                                                                                 |                                                                                                 |                                                                                                 |                                                                                                 |                                                                                                 |                                                                                                 |                                                                                                 |                                                                                                 |                                                                                                 |                                                                                                 |                                                                                                 |                                                                                                 |
| Fuente n.º 2: Time and Date (horas de sol)                                                      |                                                                                                 |                                                                                                 |                                                                                                 |                                                                                                 |                                                                                                 |                                                                                                 |                                                                                                 |                                                                                                 |                                                                                                 |                                                                                                 |                                                                                                 |                                                                                                 |                                                                                                 |

## Estructura metropolitana

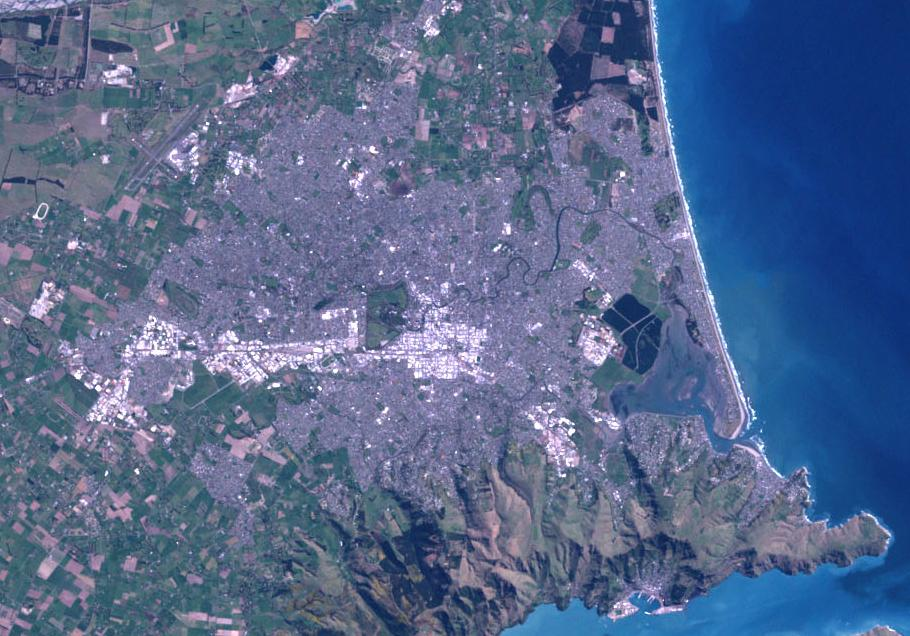
Vista satélite del área urbana de Christchurch.

Christchurch está dividida comúnmente en suburbios interiores, en los alrededores se puede destacar la comunicación urbana con el municipio de Lyttelton.

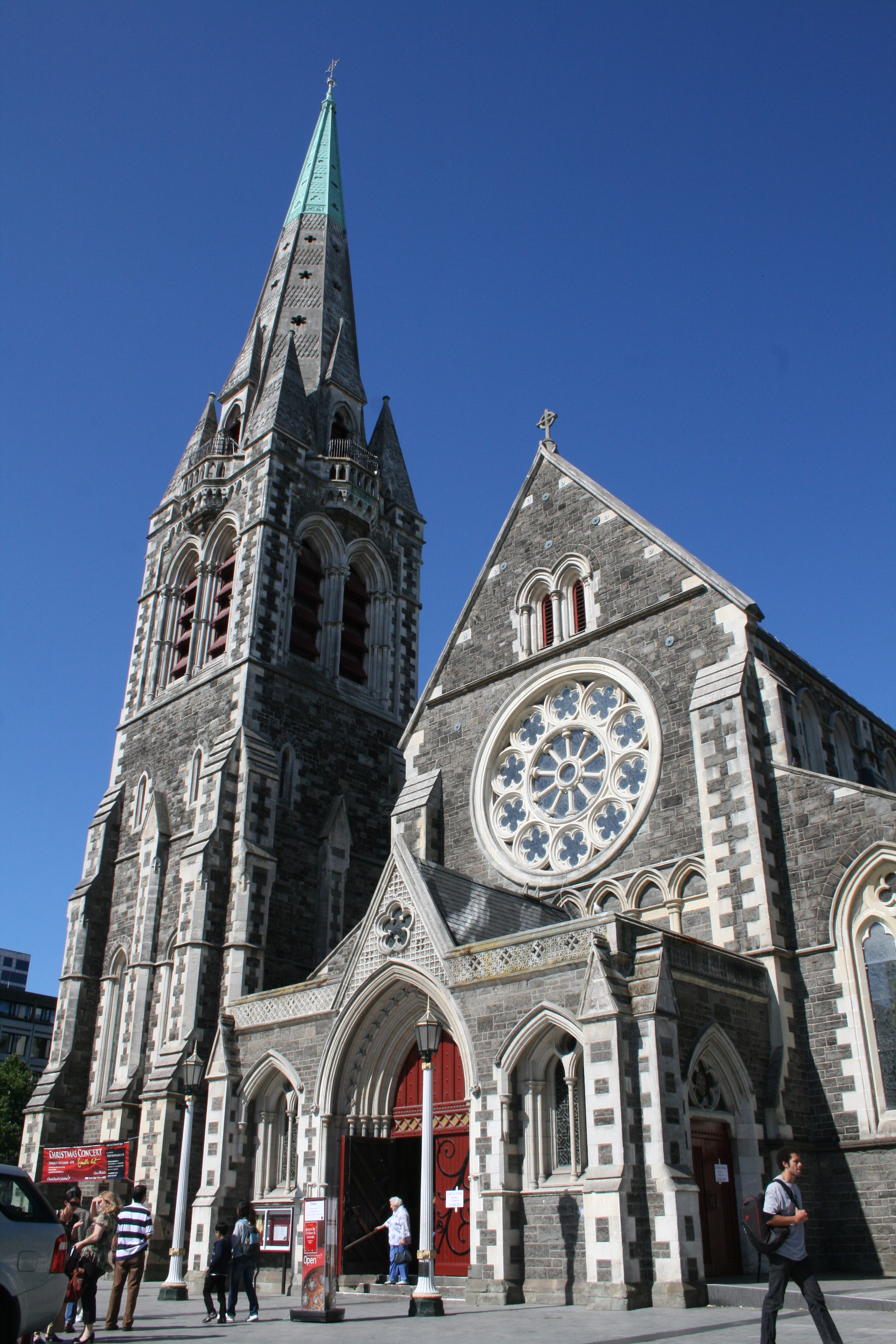
Catedral de Christchurch.

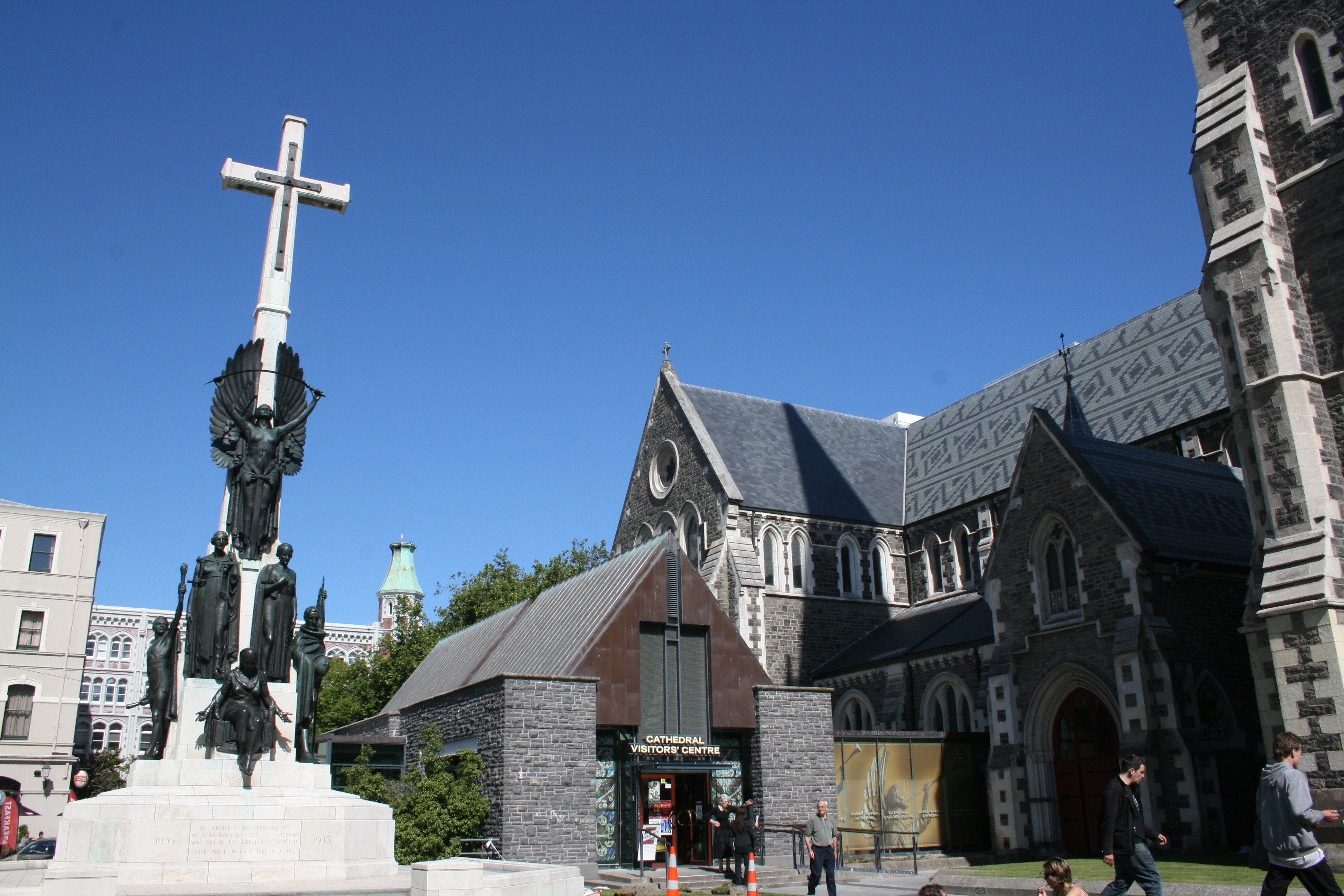
Cruz frente a la catedral.

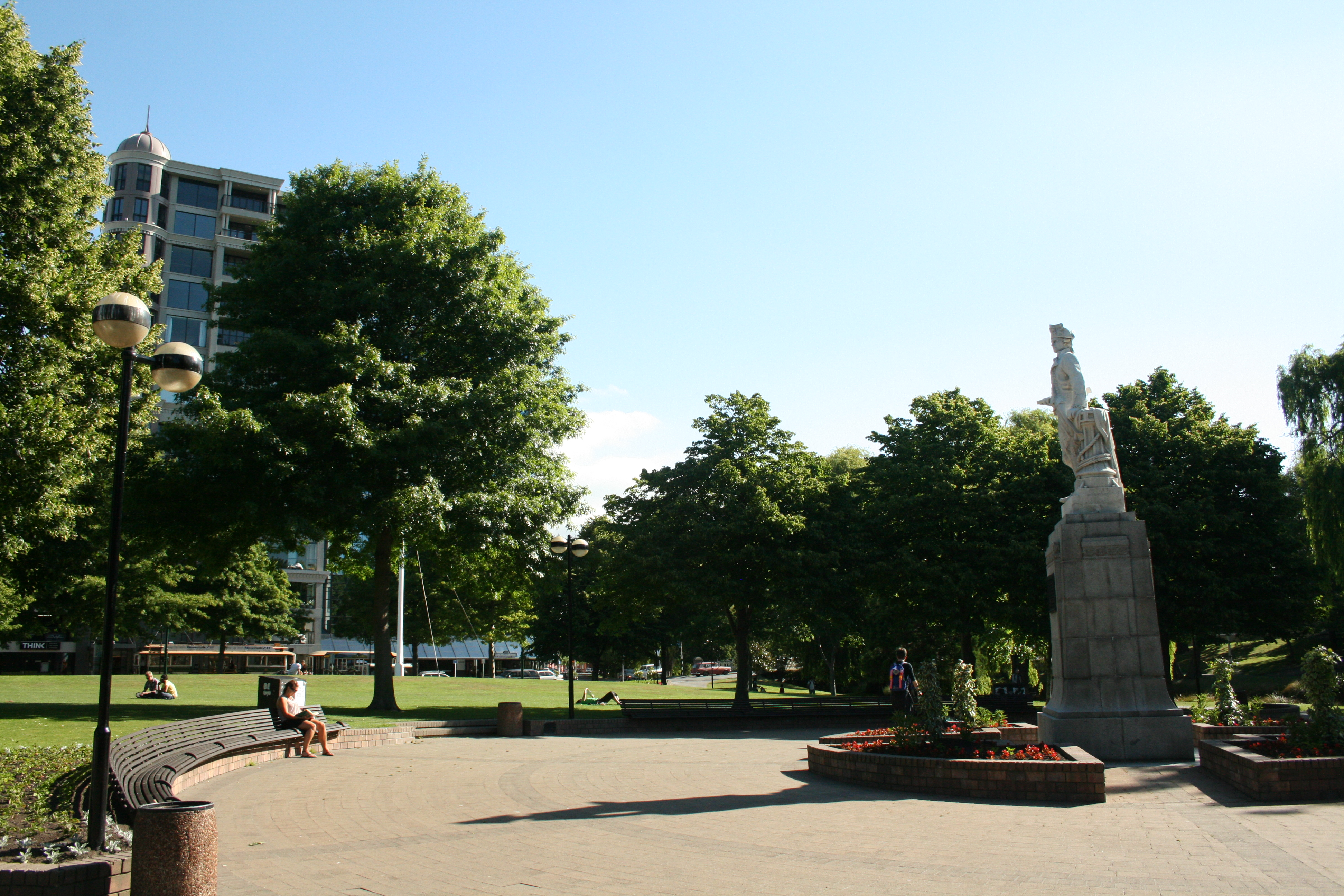
Estatua de Cook.

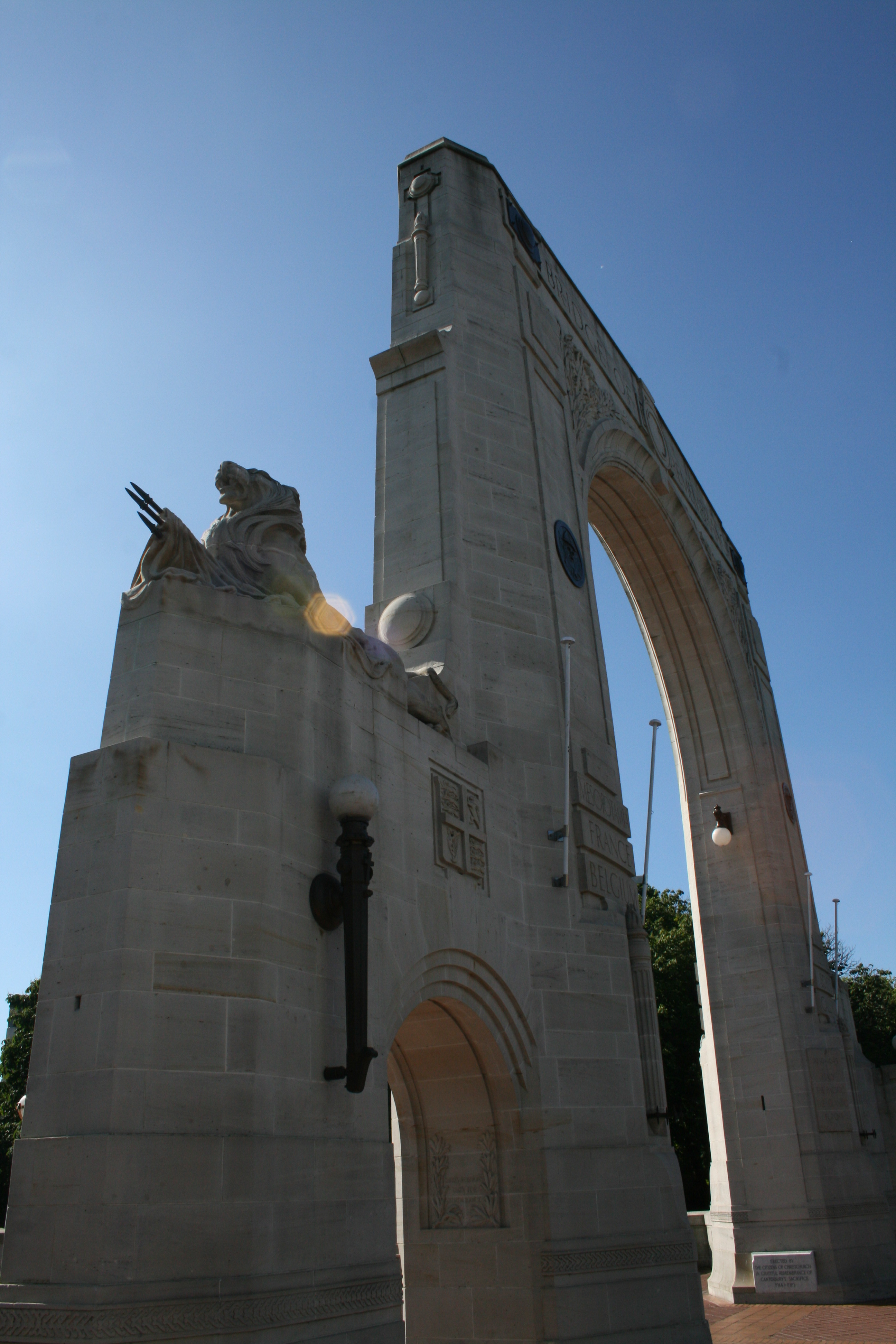
Puente del Recuerdo.

### Suburbios

#### Internos
- Mairehau
- Shirley
- Dallington
- Richmond
- Avonside
- Linwood
- Woolston
- Opawa
- Waltham
- St Martins
- Beckenham
- Sydenham
- Somerfield
- Spreydon
- Addington
- Riccarton
- Ilam
- Upper Riccarton
- Burnside
- Fendalton
- Bryndwr
- Strowan
- Merivale
- Papanui
- St Albans
- Phillipstown

#### Otros suburbios
- Richmond Hill
- Marshland
- Burwood
- Parklands
- Waimairi Beach
- Avondale
- New Brighton
- Bexley
- Aranui
- South Brighton
- Southshore
- Bromley
- Mount Pleasant
- Redcliffs
- Sumner
- Ferrymead
- Heathcote Valley
- Hillsborough
- Murray Aynsley
- Huntsbury
- Cashmere
- Westmorland
- Hillmorton
- Hoon Hay
- Halswell
- Oaklands
- Wigram
- Middleton
- Sockburn
- Hornby
- Islington
- Yaldhurst
- Russley
- Avonhead
- Harewood
- Bishopdale
- Northcote
- Casebrook
- Redwood
- Regents Park
- Northwood
- Belfast
- Spencerville
- Brooklands

### Pueblos satélites
- Lyttelton
- Governors Bay
- Diamond Harbour
- Kennedys Bush
- Tai Tapu
- Little River
- Lincoln
- Prebbleton
- Rolleston
- Templeton
- West Melton
- Rangiora
- Woodend
- Waikuku
- Pegasus Town
- Kaiapoi
- Kainga
- Pines Beach
- Akaroa

## Demografía
En marzo de 2004, la población de la zona administrada por la Municipalidad de Christchurch era de 400 000 habitantes. Así, es la segunda ciudad más grande de Nueva Zelanda (la primera de la Isla Sur), y centro de la tercera zona urbana más grande en ese país (tras Auckland y Wellington). Una pequeña parte de la ciudad de Christchurch está sin habitantes desde el terremoto de magnitud 6.3 del 22 de febrero de 2011, que dejó 181 muertos, en lo que es considerado el sismo más mortífero en el país en 80 años.

### Perfil étnico
La siguiente tabla muestra el perfil étnico de la población de Christchurch y el perfil a nivel nacional, según consta en el censo del año 2018. Los porcentajes suman más del 100 %, ya que algunas personas cuentan como pertenecientes a más de un grupo étnico.
El censo de 2018 también incluye información sobre el multilingüismo en la región. Según los resultados, 80,6% de las personas que viven en la ciudad de Christchurch hablan un solo idioma, y el segundo idioma más común es Maorí, hablado por 2,1% de la población.
| Grupo étnico                            | 2018 (%) Christchurch | 2018 (%) Nueva Zelanda |
| --------------------------------------- | --------------------- | ---------------------- |
| Europeos                                | 77,9                  | 70,2                   |
| Maorís                                  | 9,9                   | 16,5                   |
| De las islas del Pacífico               | 3,8                   | 8,1                    |
| Asiáticos                               | 14,9                  | 15,1                   |
| Medio Oriente / América Latina / África | 1,5                   | 1,5                    |
| Otros                                   | 1,4                   | 1,2                    |

## Transporte

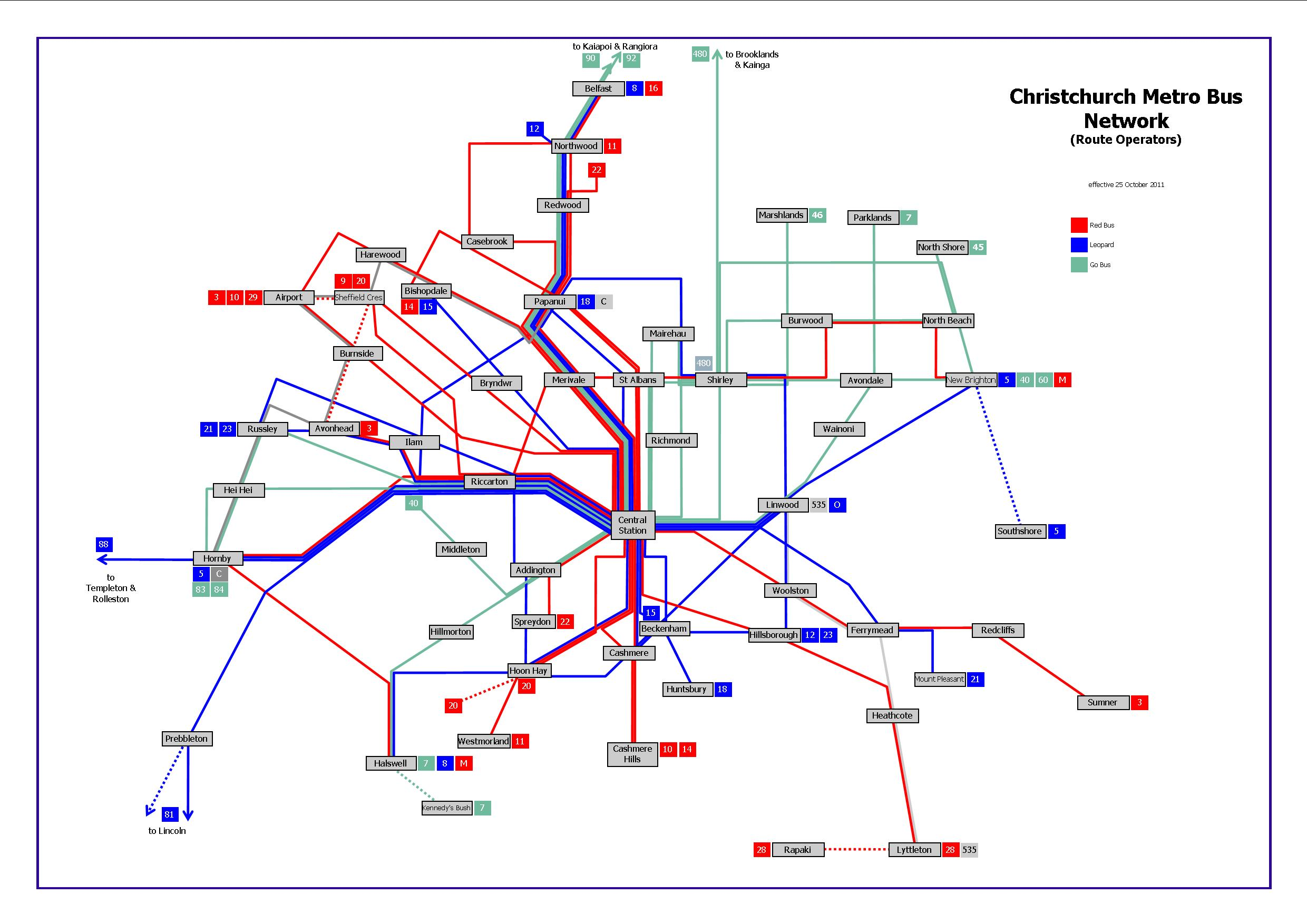
Líneas de «Metro» de Christchurch

Christchurch está conectada con otras ciudades nacionales e internacionales mediante el Aeropuerto Internacional de Christchurch, aunque cuenta además con líneas de ferrocarril y de autobús, tanto metropolitano como interurbano. El servicio de autobús urbano, conocido como «Metro», es gestionado por Environment Canterbury. Sin embargo, el automóvil representa el principal medio de transporte de la ciudad y su área de influencia. Históricamente, Christchurch ha sido conocida como la «ciudad ciclista de Nueva Zelanda» y hoy en día en torno a un siete por ciento de la población se desplaza frecuentemente en bicicleta. El centro de la ciudad tiene un terreno muy llano y el ayuntamiento ha creado una red de carriles bici y caminos pedestres, como por el ejemplo el Railway Cycleway, sobre lo que antaño fueron vías de tren. La consulta pública llevada a cabo tras el desastre natural sobre como reconstruir la ciudad reflejó un gran deseo por parte de la población de fomentar un sistema de transporte sostenible, incidiendo en la recuperación de uso de la bicicleta, algo que ha aparecido en el plan estratégico de transporte del ayuntamiento de la ciudad.
Existe un sistema de tranvía en Christchurch, aunque como atracción turística y limitándose su recorrido al centro de la ciudad. Los tranvías fueron originalmente introducidos en 1905, cesando su actividad en 1954, pero restablecidos —como atracción turística— en 1995. Las vías fueron gravemente dañadas durante la serie de terremotos de los años 2010–2012, pero el servicio fue restablecido en 2017.
Los servicios ferroviarios, tanto los de larga distancia como los de cercanías, se concentraban en la estación de tren situada cerca de la calle Colombo. Las líneas de cercanías fueron progresivamente suprimidas durante las décadas de 1960 y 1970. La última, entre Christchurch y Rangiora, cerró en 1976. Tras la reducción de servicios se abrió una nueva estación en Addington Junction. El tren más famoso que pasa por Christchurch es el TranzAlpine, que atraviesa el sur del país desde Christchurch hasta Greymouth, pasando por los Alpes del Sur. Este viaje es a menudo considerado como uno de los diez mejores viajes en tren del mundo para el increíble paisaje que atraviesa. El servicio TranzAlpine es ante todo un servicio turístico y lleva sin tráfico de cercanías significativo.
Los vehículos, al igual que en el resto de Nueva Zelanda y estados de la Mancomunidad de Naciones, circulan por el lado izquierdo de la calzada.

## Educación

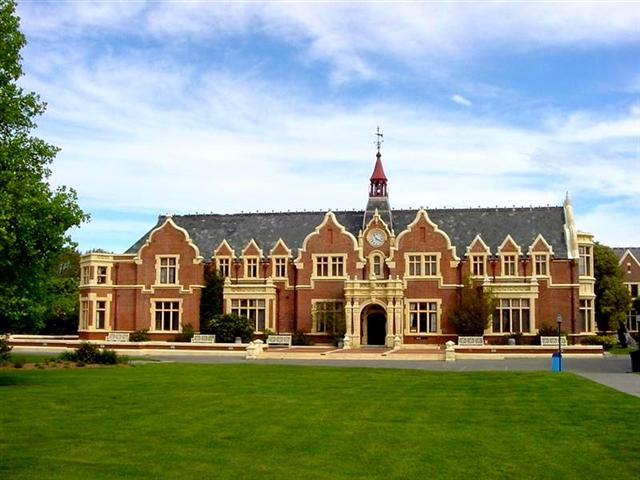
Universidad de Lincoln.

Hay 140 escuelas en Christchurch, en las que están matriculados cerca de 60 200 alumnos de primaria y secundaria. La mayoría de centros educativos son grandes escuelas —algunas de las más grandes de toda Nueva Zelanda— ubicadas en el área metropolitana de la ciudad, si bien cabe mencionar la existencia de pequeños centros de educación primaria en las áreas rurales así como las escuelas de la península de Banks, que ofertan una combinación de estudios de primaria y secundaria.
En las escuelas neozelandesas, comienzan su etapa educativa a los cinco años con el Year 1. El Year 13 es el último curso de su formación básica. Los trece años de educación obligatorio se dividen en educación primaria —del Year 1 al Year 8— y educación secundaria —del Year 9 al Year 13. En Christchurch, la educación primaria se imparte en tres tipos de centros; escuelas en las que se estudia los seis primeros años, escuelas en los que se estudian los ocho años de primaria y centros en los que únicamente se imparten los dos cursos superiores, mientras que en todas las escuelas de educación secundaria se imparten los cinco años del ciclo. Existen además centros en los que se ofrecen tanto los estudios de primaria como de secundaria así como escuelas de educación especial.
En lo que a la titularidad de los centros educativos se refiere, en Christchurch el 77% de los estudiantes están matriculados en escuelas públicas —state schools, el 15,5% en centros concertados o state integrated schools, y el 7,5% restante estudia en colegios privados. Como consecuencia de los efectos del terremoto de Christchurch de 2011, algunas escuelas que se encontraban en la ciudad central y los suburbios del este de la ciudad se han trasladado temporalmente a otros lugares debido a los daños estructurales y / o de la tierra en sus sitios existentes.
Christchurch es también conocida por muchas de sus escuelas que aplican el sistema de enseñanza clásico inglés, como St Thomas of Canterbury College, St Margaret's College, Christ's College, St Bede's College, Marian College, St Andrew's College, Villa Maria College y Rangi Ruru Girls' School, pero también otras menos convencionales como la Unlimited Paenga Tawhiti o el Hagley Community College. Por otro lado, algunas escuelas de educación terciaria tienen sus sedes en Christchurch y su área circundante:
- Universidad de Canterbury
- Universidad de Lincoln
- Instituto Politécnico Tecnológico de Christchurch
- Universidad de Otago, Escuela de Medicina de Christchurch

## Economía

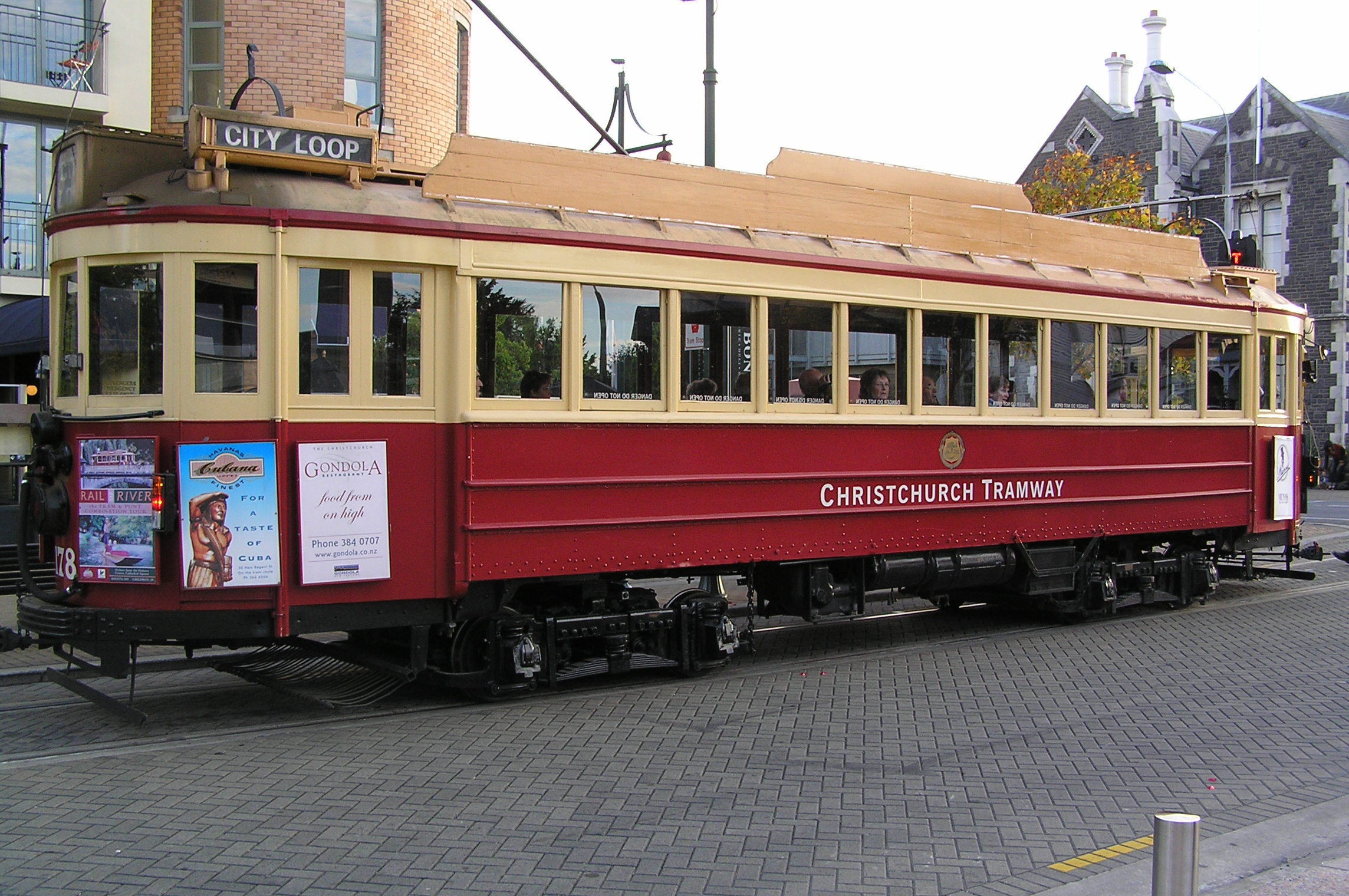
Tranvía de Christchurch.

La economía local está dominada por los productos agrícolas de las llanuras de Canterbury. Desde el comienzo, hubo fabricantes que convirtieron los productos agrícolas, especialmente los de cordero y los productos lácteos, en productos elaborados. La temprana presencia de la Universidad de Canterbury y el legado de las instituciones académicas siempre trabajando con la industria ha formentado un número importante de industrias basadas en la tecnología.
El turismo también es un factor importante de la economía local. Su proximidad a las pistas de esquí y otras atracciones de los Alpes Neozelandeses, combinado con su aeropuerto y hoteles, lo convierte en una parada importante para muchos turistas.

## Cultura

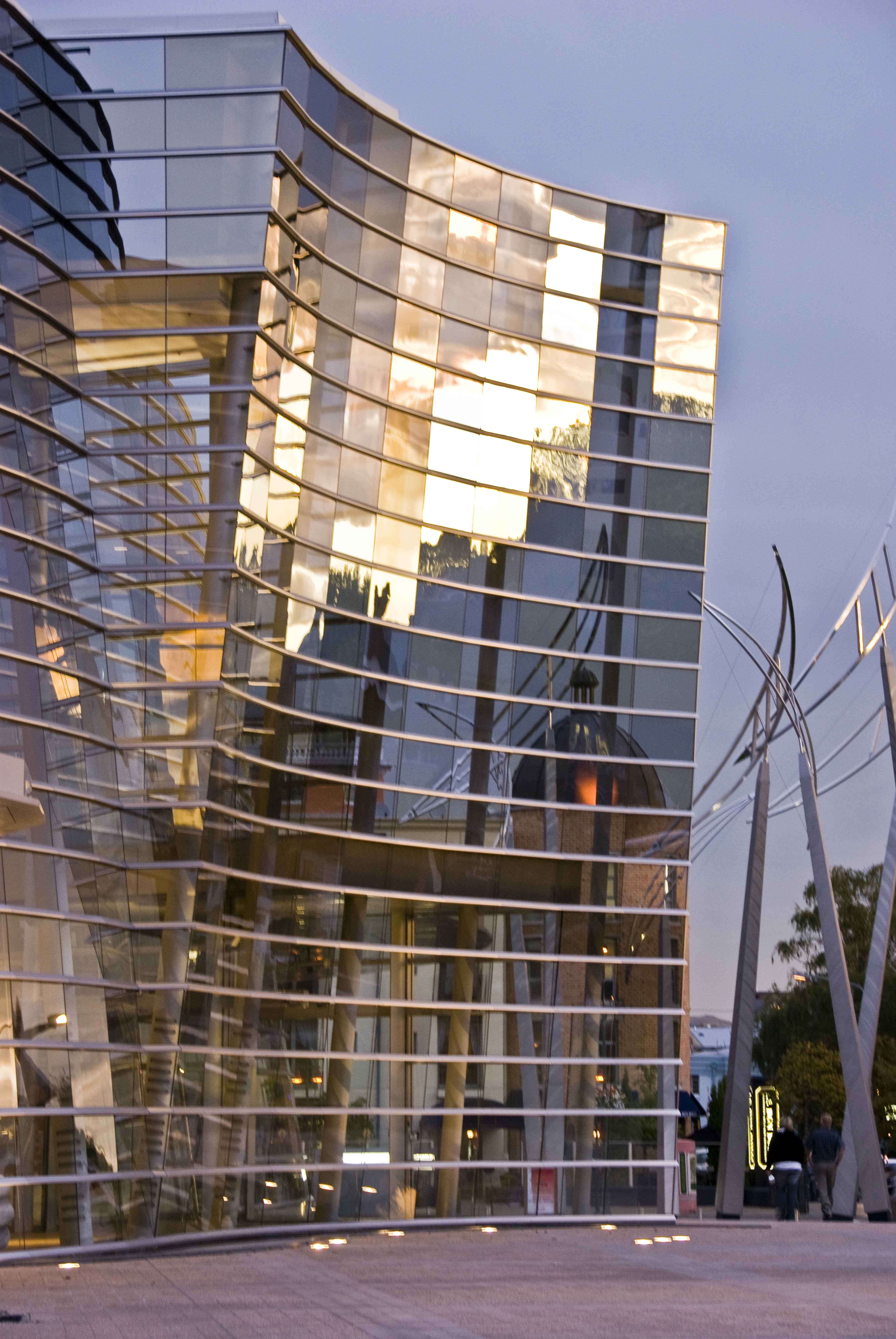
Christchurch Art Gallery

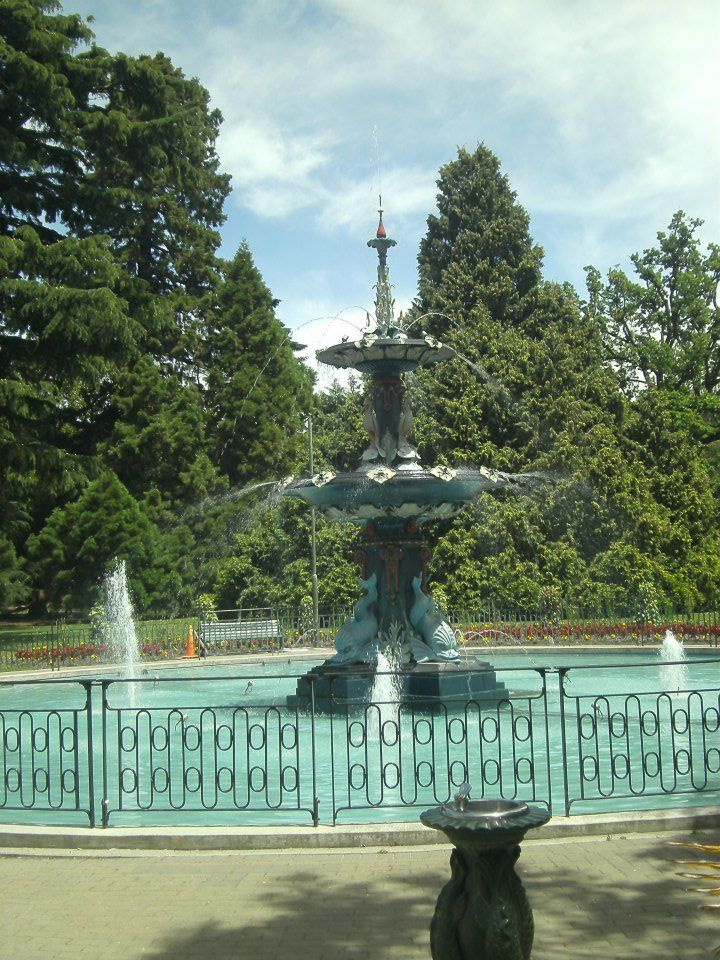
Peacock Fountain en los Jardines Botánicos de Christchurch

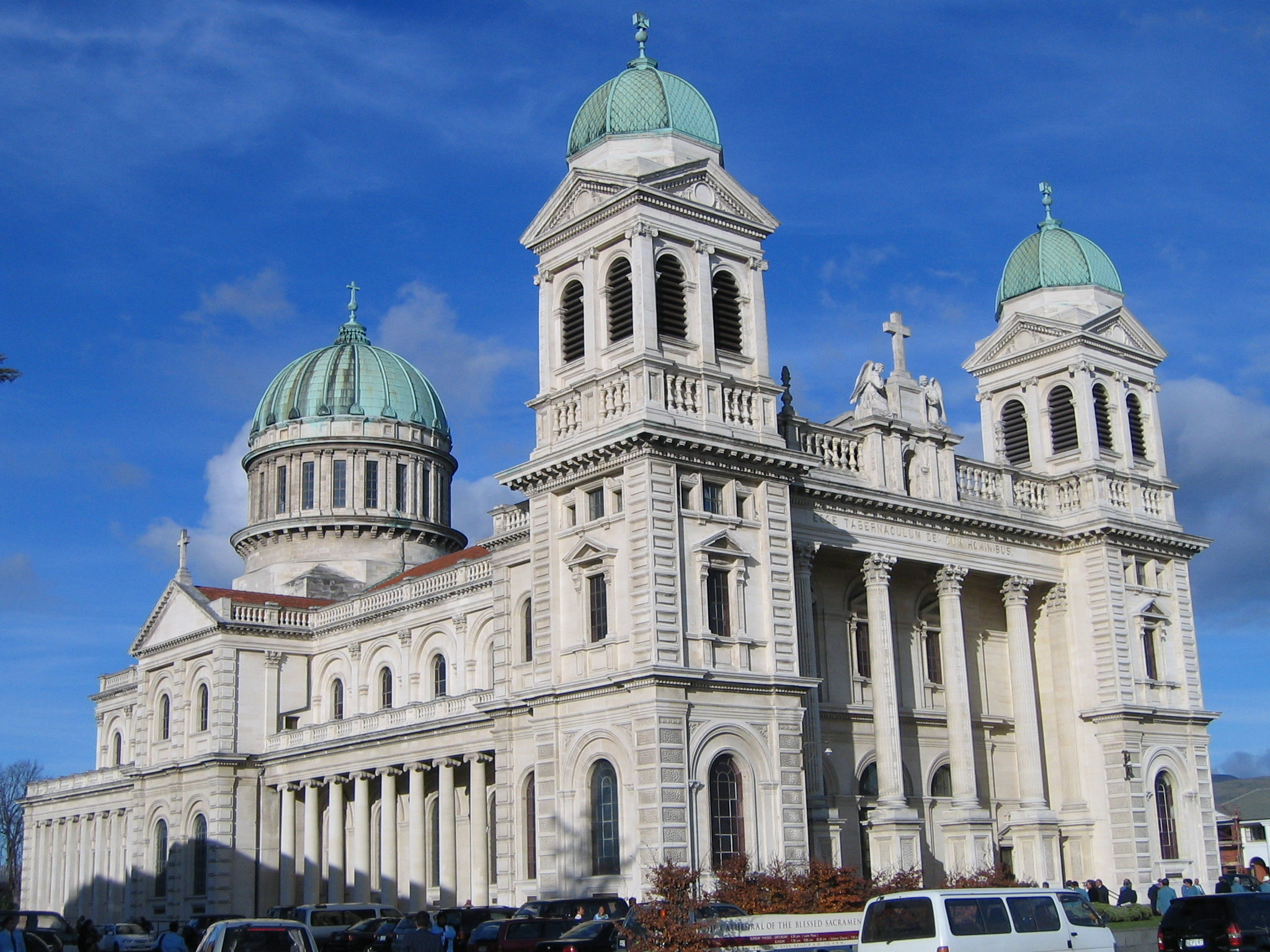
Catedral del Santísimo Sacramento de Christchurch

Christchurch es una ciudad con importantes influencias británicas, aunque pueden apreciarse algunos elementos europeos, como una fuerte presencia de la arquitectura neogótica en su patrimonio arquitectónico. También se advierten reminiscencias de los primeros pobladores de Nueva Zelanda, los maoríes. La ciudad cuenta con muchos espacios públicos abiertos y parques, cauces y cafés y restaurantes situados en el centro de la ciudad y los suburbios circundantes.
- Parques y jardines
  - Jardín Botánico de Christchurch
  - Hagley Park
  - Mona Vale
  - Riccarton House and Bush
- Canterbury Museum
- Ferrymead Heritage Park
- Orana Wildlife Park
- Willowbank Wildlife Reserve
- Royal New Zealand Air Force Museum
- International Antarctic Centre
- Catedral de Christchurch (anglicana)
- Catedral del Santísimo Sacramento de Christchurch (católica)
- Christchurch Art Gallery
- Christchurch Arts Centre
- Canterbury Provincial Council Buildings
- Lyttelton Timeball Station
- Muelle de New Brighton

## Deporte
En Christchurch se han celebrado numerosos eventos deportivos, tanto a nivel nacional como internacional. Así, en 1974, se celebraron los X Juegos de la Mancomunidad. Destaca que en la ciudad se ha celebrado en varias ocasiones campeonatos del mundo de varios deportes. Se han disputado cuatro ediciones de la Copa Mundial de Críquet, dos masculinas (1992 y 2015) y dos femeninas (1982 y 2000).
También se celebró el Sordolimpiadas en 1989, el Campeonato del Mundo de Netball de 1999 y el Campeonato Mundial de Atletismo adaptado en 2011.
Christchurch debería haber sido una de las sedes de la Copa Mundial de Rugby de 2011 disputada en Nueva Zelanda, pero el terremoto de febrero de 2011 dañó el AMI Stadium y los partidos se tuvieron que disputar en otras ciudades.

### Infraestructuras deportivas
El Lancaster Park (anteriormente conocido como Jade Stadium y Lancaster Park) fue el primer estadio deportivo al aire libre, donde se disputaban partidos de rugby durante los meses de invierno, y de críquet durante los meses de verano. En él juegan sus partidos como local los Canterbury Crusaders de la Super Rugby y los equipos de rugby de Canterbury de la National Provincial Championship. También ha albergado partidos de la selección de críquet de Nueva Zelanda o incluso algunos partidos de los New Zealand Warriors. Tiene una capacidad para unos 40 000 espectadores para eventos deportivos, y para unas 50 000 personas en conciertos. Fue seriamente dañado durante el terremoto que afectó la ciudad en febrero de 2011, por lo que fue derribado. Se construyó el AMI Stadium en su reemplazo.
La ciudad tiene una gran historia futbolística. Posee una franquicia en la ASB Premiership, el Canterbury United Dragons, y varios clubes amateurs que ganaron en varias ocasiones la ya extinta Liga Nacional de Nueva Zelanda y la Copa Chatham, como el Christchurch United.
| Predecesor: Edimburgo | Ciudad de la Mancomunidad 1974 | Sucesor: Edmonton |

## Puerta a la Antártida

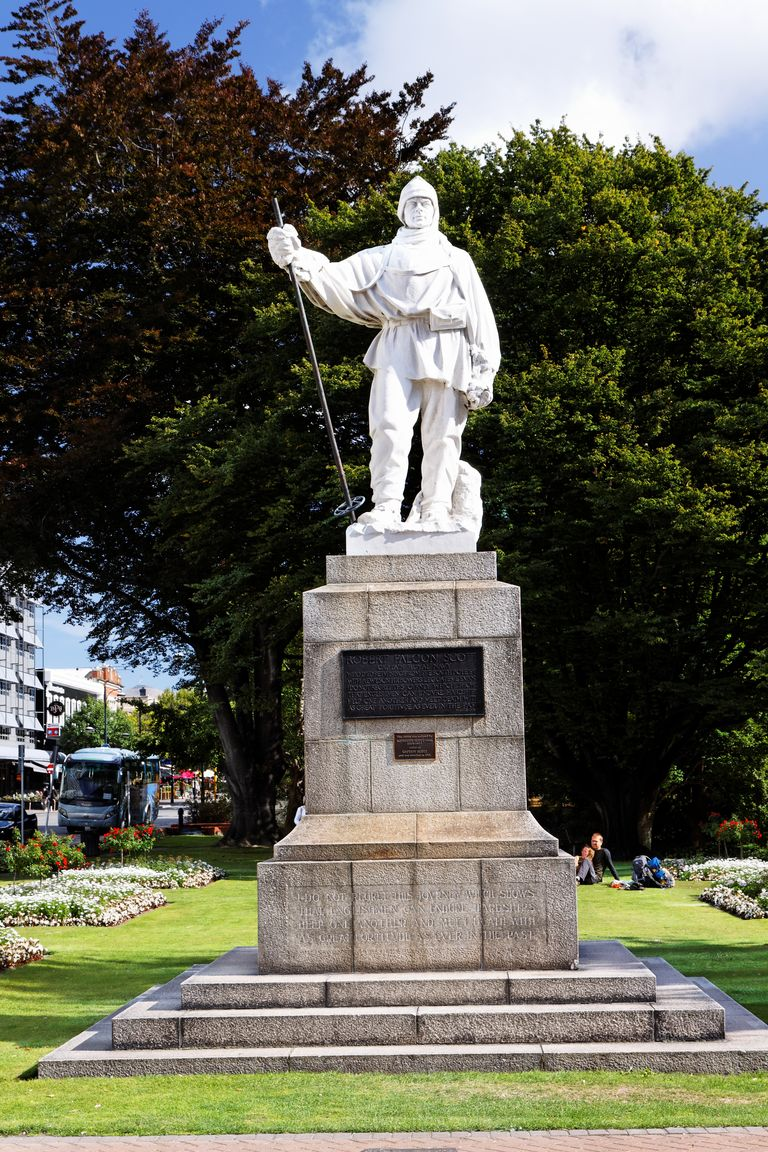
Estatua de Scott antes del terremoto de 2011.

Christchurch tiene una historia en el desarrollo de la exploración antártica, Robert Falcon Scott y Ernest Shackleton usaron el puerto de Lyttelton como punto de partida a sus expediciones, en la ciudad central hay una estatua de Scott esculpida por su viuda, Kathleen Scott. El museo de Cantebury preserva y exhibe muchos documentos y artefactos históricos de la exploración antártica. El Aeropuerto Internacional de Christchurch sirve como base para los programas de exploración antártica de Nueva Zelanda, Italia y estadounidense.

## Ciudades hermanadas
Christchurch está actualmente hermanada con siete ciudades:
| Ciudad       | Región                 | País           |
| ------------ | ---------------------- | -------------- |
| Adelaida     | Australia Meridional   | Australia      |
| Christchurch | Sudoeste de Inglaterra | Reino Unido    |
| Lanzhou      | Gansu                  | China          |
| Kurashiki    | Prefectura de Okayama  | Japón          |
| Seattle      | Washington             | Estados Unidos |
| Songpa-gu    | Sudogwon               | Corea del Sur  |
| Wuhan        | Hubei                  | China          |
| Bahía Blanca | Buenos Aires           | Argentina      |

| Predecesor: Vilna | Sede de las Sesiones del Comité del Patrimonio de la Humanidad 2007 | Sucesor: Ciudad de Quebec |